# Taenaris myopina
Taenaris myopina är en fjärilsart som beskrevs av Hans Fruhstorfer 1904. Taenaris myopina ingår i släktet Taenaris och familjen praktfjärilar. Inga underarter finns listade i Catalogue of Life.